# Gabriel Romanus
Lars Gabriel Romanus, född 25 januari 1939 i Helsingborg, är en svensk politiker (folkpartist), socialminister 1978–1979, riksdagsledamot 1969–1982 och 2002–2006.

## Biografi
Romanus bodde i Helsingborg fram till tre års ålder, där hans föräldrar var verksamma som läkare; hans far var professor Ragnar Romanus och hans mor sexualupplysaren Vera Starck-Romanus. Han var i sin ungdom aktiv i elevorganisationen SECO och var dess förbundsordförande 1957. 
1969 blev Romanus riksdagsledamot i andra kammaren för Stockholms läns valkrets. Under regeringen Ullsten (1978–1979) innehade han posten som socialminister. 1982 blev Romanus utnämnd till verkställande direktör (VD) för Systembolaget, en tjänst han hade fram till sin pensionering 1 juli 1999. Samma år som han utnämndes till Systembolagets VD lämnade han sin plats som riksdagsledamot. Romanus har varit en aktiv debattör som argumenterat för en restriktiv alkoholpolitik.
Han var ordförande i Nordiska rådets svenska delegation och i Svenska Barnboksinstitutet. Han var även president för Nordiska rådet under 2004. Som socialminister satt han i regeringen samtidigt som sin farbror justitieminister Sven Romanus.